# Teachers College

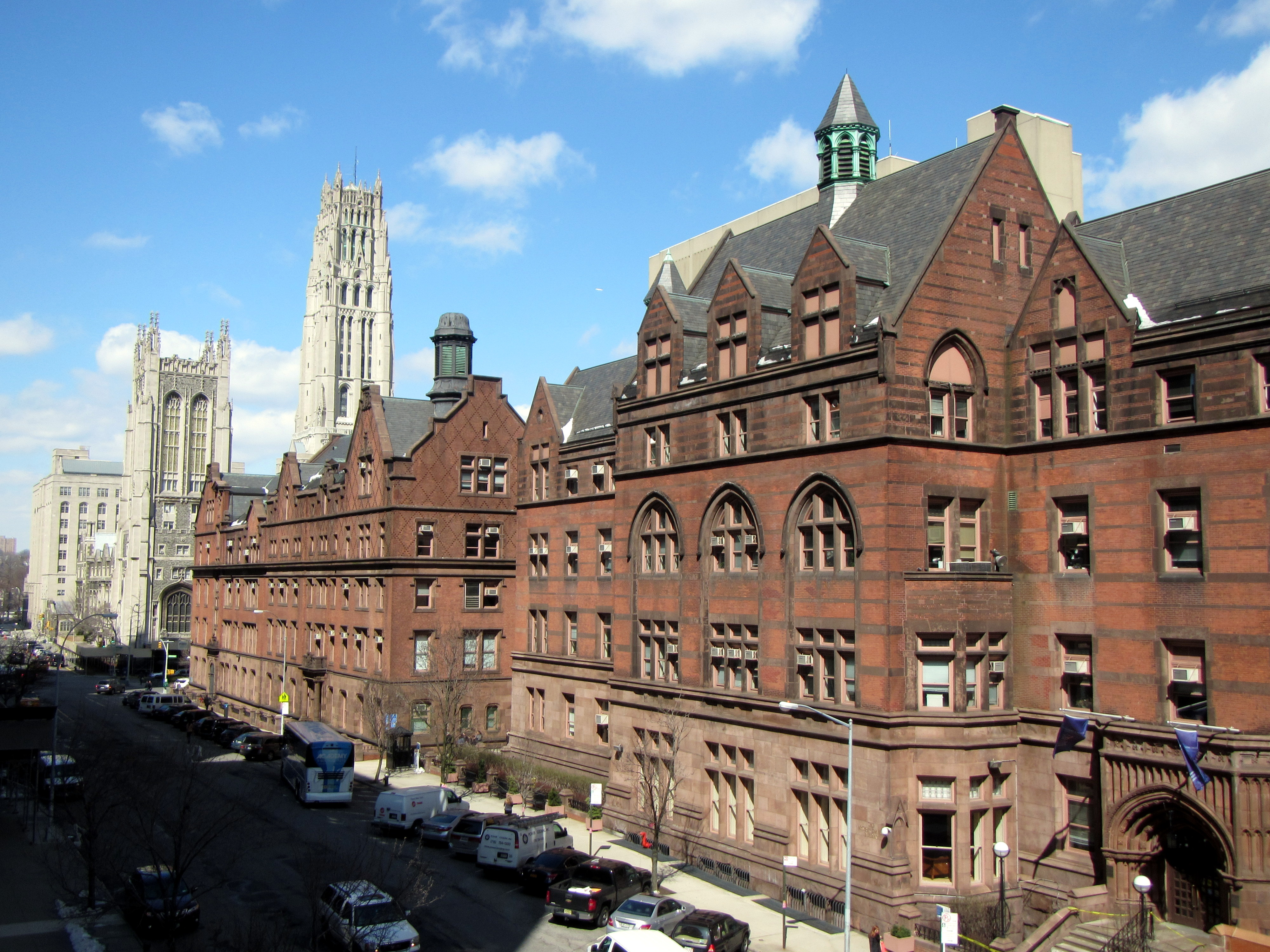
Teachers College of Columbia University

Teachers College, Columbia University (TC) ist eine 1887 gegründete Hochschule für Erziehung, Gesundheit und Psychologie in New York City. Seit 1898 gehört sie als Fakultät und Abteilung zur Columbia University. TC ist die älteste und größte graduate school of education in den USA. Teachers College hat über 90.000 Alumni in mehr als 30 Ländern.

## Ziele

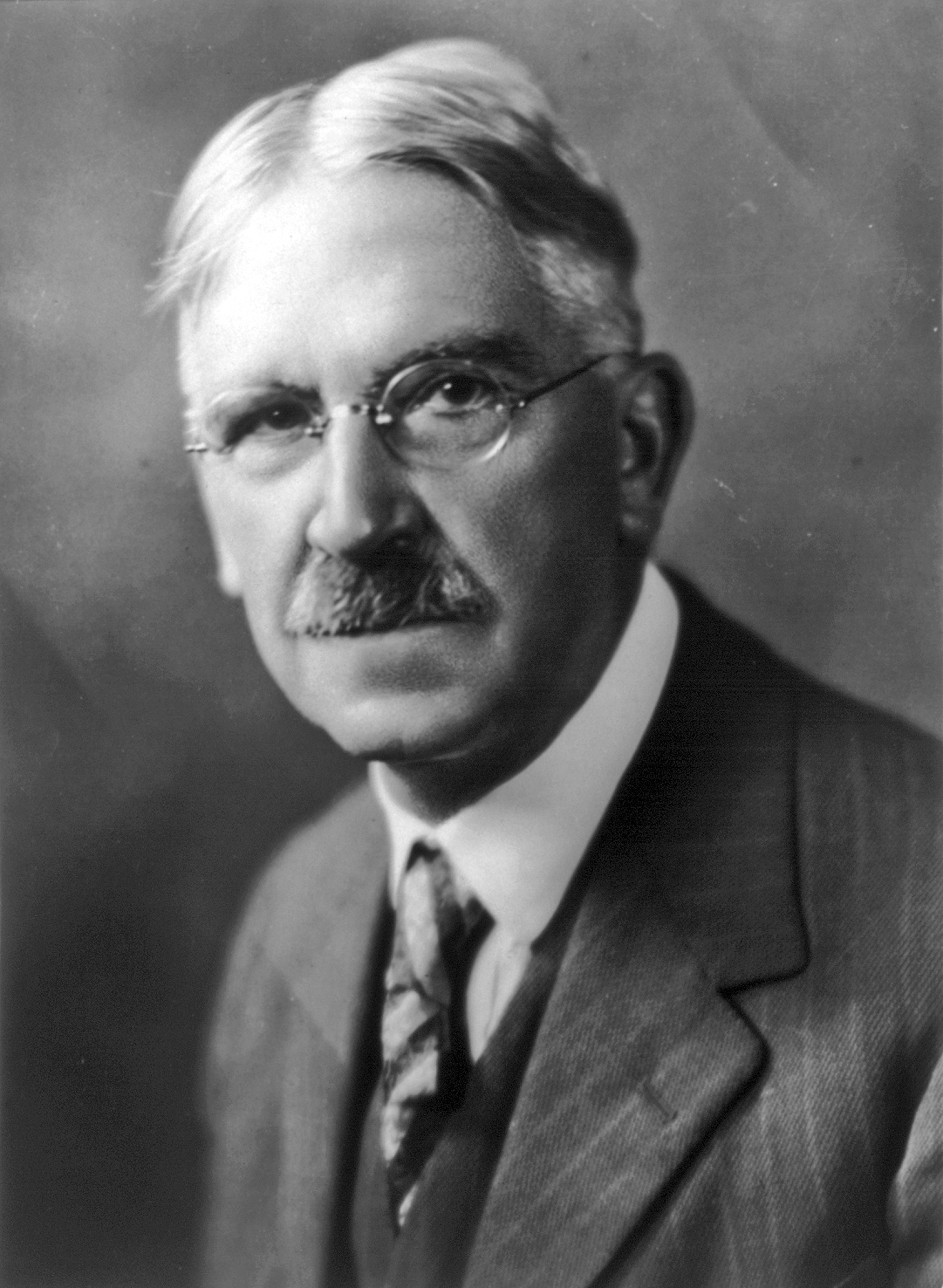
John Dewey

Weit über die ursprüngliche Lehrerausbildung im Staat New York hinaus reichen die wissenschaftlichen Ziele. Früh wurde erkannt, dass die professionelle Lehrerbildung sich mit den Bedingungen effektiven Lernens befassen muss. Von Beginn an wurden Pädagogische Psychologie und Bildungssoziologie unterrichtet. Notwendig waren auch ethische, politische, historische und vergleichende erziehungswissenschaftliche Studien.
Mit dem Anwachsen der Schülerzahlen in der Gesellschaft wurden auch Programme entwickelt für Bildungsverwaltung, Bildungsökonomik, Organisationspsychologie, Entwicklungspsychologie, Curriculumentwicklung, Medienerziehung sowie Gesundheitsfürsorge.
Zum Teachers College, während er Professor für Philosophie an der Columbia University war, gehörte von 1904 bis 1930 der große Pädagoge der USA, John Dewey, der auch Präsident der American Psychological Association und der American Philosophical Association war. Zu den bekannten Professoren gehörten weiter Margaret Mead, Carl Rogers, Edward Lee Thorndike, Rollo May, Isaac Leon Kandel, Ruth Westheimer.

### Abteilungen
- Arts & Humanities
- Biobehavioral Sciences
- Counseling & Clinical Psychology
- Curriculum & Teaching
- Education Policy & Social Analysis
- Health & Behavioral Studies
- Human Development
- International & Transcultural Studies
- Mathematics, Science & Technology
- Organization & Leadership

## Einzelbelege
1. ↑  2018 Best Education Schools. In: Grad-schools.usnews.rankingsandreviews.com. Archiviert vom Original am 17. April 2014; abgerufen am 18. März 2017.  Info: Der Archivlink wurde automatisch eingesetzt und noch nicht geprüft. Bitte prüfe Original- und Archivlink gemäß Anleitung und entferne dann diesen Hinweis.
2. ↑  TC Office of Alumni Relations | Teachers College Columbia University. In: Tc.columbia.edu. Abgerufen am 18. März 2017.
3. ↑  International Alumni Network | Teachers College Columbia University. In: Tc.columbia.edu. Archiviert vom Original am 14. Mai 2018; abgerufen am 18. März 2017.  Info: Der Archivlink wurde automatisch eingesetzt und noch nicht geprüft. Bitte prüfe Original- und Archivlink gemäß Anleitung und entferne dann diesen Hinweis.